# Woltmannvinge

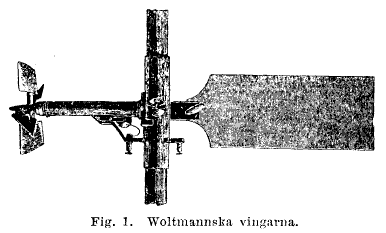
Woltmannvinge

Woltmannvinge (tyska: Woltmannflügel) är en 1790 konstruerad anordning för mätning av havsströmmars hastighet, vilken uppkallats efter sin uppfinnare Reinhard Woltmann.
Med denna anordning kan strömhastigheten mätas på vilket ställe som helst i strömmen, utom i själva vattenytan och på bottnen. Apparaten består av ett antal vingar, fästa i ändan av en lättrörlig axel. En mindre del av denna axel är gängad till en "skruv utan ända", som ingriper i ett räkneverk. Vingarna sitter, såsom väderkvarnsvingar, något snett emot axeln. Hela denna rörliga del av apparaten är vridbar omkring en grövre axel, vilken ställer sig vertikalt, när apparaten nedsänks i vattnet. Ett styre, i fast förening med apparatens rörliga del och parallellt med de båda axlarna, inriktas härvid av strömmen så att den horisontella axeln ställer sig parallellt med strömriktningen. Räkneverket kan genom en lina ovanifrån utlösas från och tillkopplas till vingarna. Observatören kan således efter behag börja iakttagelsen, när apparaten kommit i jämn gång, och avbryta den efter viss tid, efter 1, 5, 10 minuter eller när han anser lämpligast.